# Corylophus cassidoides
Corylophus cassidoides is een keversoort uit de familie molmkogeltjes (Corylophidae). De wetenschappelijke naam van de soort werd in 1802 gepubliceerd door Thomas Marsham.